# Magomet-Gasan Abušev
Magomedgasan Mingažutdinovič Abušev (rusky Магомедгасан Мингажутдинович Абушев; * 10. listopadu 1959 Karabudachkent, Sovětský svaz) je bývalý sovětský zápasník, volnostylař.
V roce 1980 na olympijských hrách v Moskvě v kategorii do 62 kg vybojoval zlatou medaili.